# 石井優花
石井 優花（いしい ゆか、1993年9月2日 - ）は、埼玉県三郷市出身のハンドボール選手。日本ハンドボールリーグのオムロン所属。

## 経歴
三郷市立北中学校時代は第17回JOCジュニアオリンピックカップで優秀選手に選ばれた。中学卒業後は埼玉栄高等学校へ進学。2009年に日本代表U-16に選出された。
高校卒業後は東京女子体育大学へ進学し、2012年に第18回女子ジュニア世界選手権の日本代表U-20に選出。2014年の全日本学生ハンドボール選手権大会（インカレ）で優秀選手賞を受賞した。2015年は第28回ユニバーシアード競技大会の日本代表に選出。同年のインカレでは前年に引き続き優秀選手賞を受賞した。
2016年に日本ハンドボールリーグのオムロンへ加入。背番号は「11」。同年8月の第6回全日本社会人ハンドボール選手権大会では最優秀新人賞を受賞した。
2017-18年シーズンから背番号を「6」へ変更。2018年11月には第17回女子アジア選手権で日本代表に初選出された。

## 詳細情報

### 年度別成績
| 年       | チーム   | 試合 | フィールド 得点 | 率   | 7m  | 合計    | 警告 | 退場 | 失格 |
| -------- | -------- | ---- | --------------- | ---- | --- | ------- | ---- | ---- | ---- |
| 2016-17  | オムロン | 18   | 35/90           | .389 | 2/2 | 37/92   | 1    | 1    | 0    |
| 2017-18  | オムロン | 24   | 43/108          | .398 | 0/0 | 43/108  | 0    | 4    | 0    |
| 2018-19  | オムロン | 23   | 53/143          | .371 | 0/0 | 53/143  | 10   | 10   | 0    |
| JHL：3年 | JHL：3年 | 65   | 131/341         | .384 | 2/2 | 133/343 | 11   | 15   | 0    |

- 各年度の太字はリーグ最高

### タイトル・表彰

#### 社会人選手権
- 最優秀新人賞 (2016年)

### 記録

#### 日本ハンドボールリーグ
- フィールドゴール初得点：2016年9月10日、対HC名古屋戦（山鹿市総合体育館）[11]
- 7mスロー初得点：2017年1月9日、対飛騨高山ブラックブルズ岐阜戦（水俣市立総合体育館）[12]

### 背番号
- 11 (2016年 - 2017年)
- 6 (2017年 - )

## 代表歴

### 日本代表
- アジア選手権 (2018年)

### 日本代表U-24
- 世界学生選手権 (2016年)
- ユニバーシアード競技大会 (2015年)

### 日本代表U-20
- ジュニア世界選手権 (2012年)

### 日本代表U-16
- 日韓スポーツ交流 (2009年)